# Chiesa di Sant'Agata (Commezzadura)
La chiesa di Sant'Agata è la parrocchiale di Mestriago, frazione di Commezzadura in Val di Sole, Trentino. Appartiene alla zona pastorale delle Valli del Noce dell'arcidiocesi di Trento e risale al XIII secolo.

## Storia

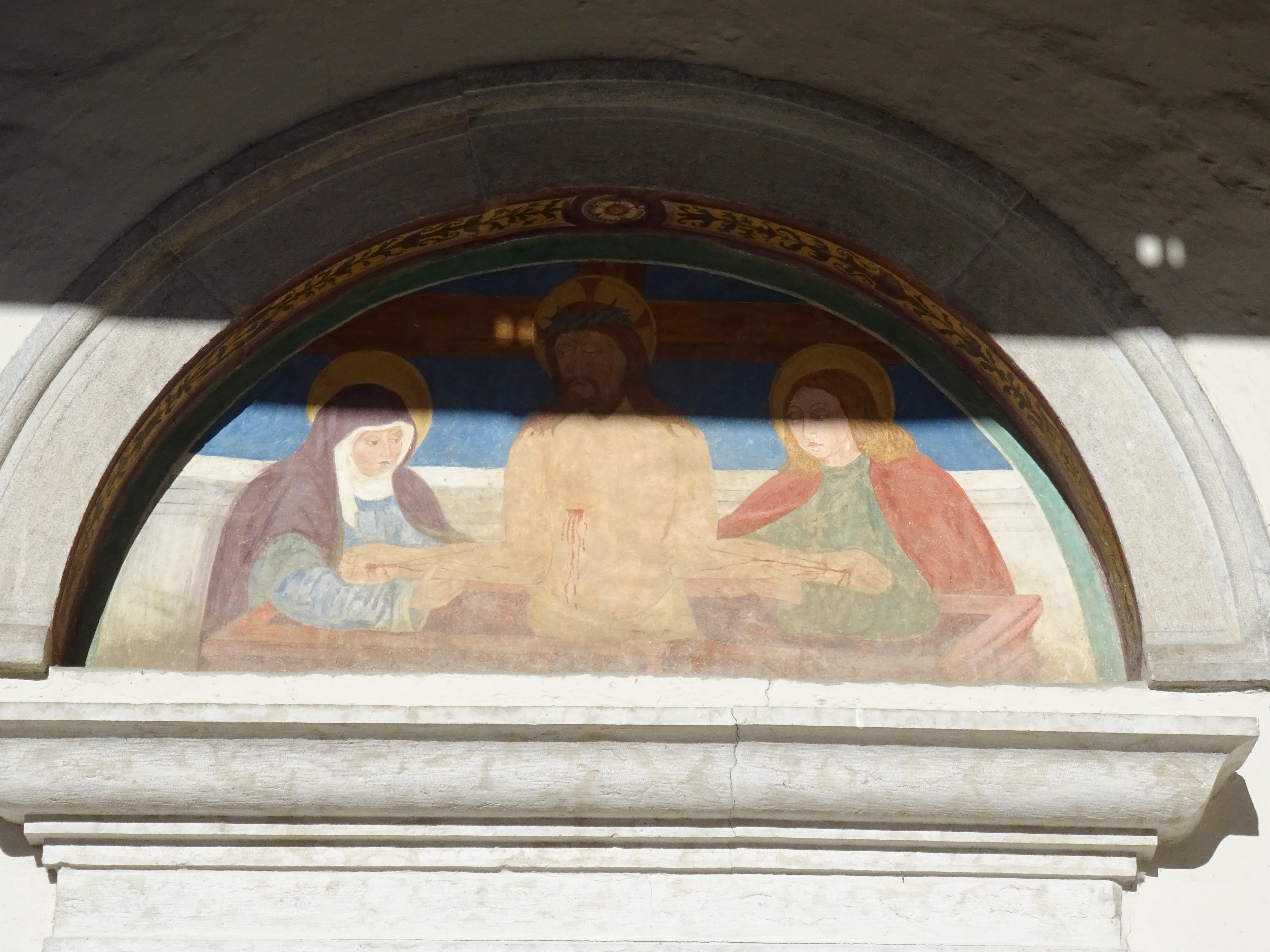
Finestra a lunetta sopra il portale laterale con affresco

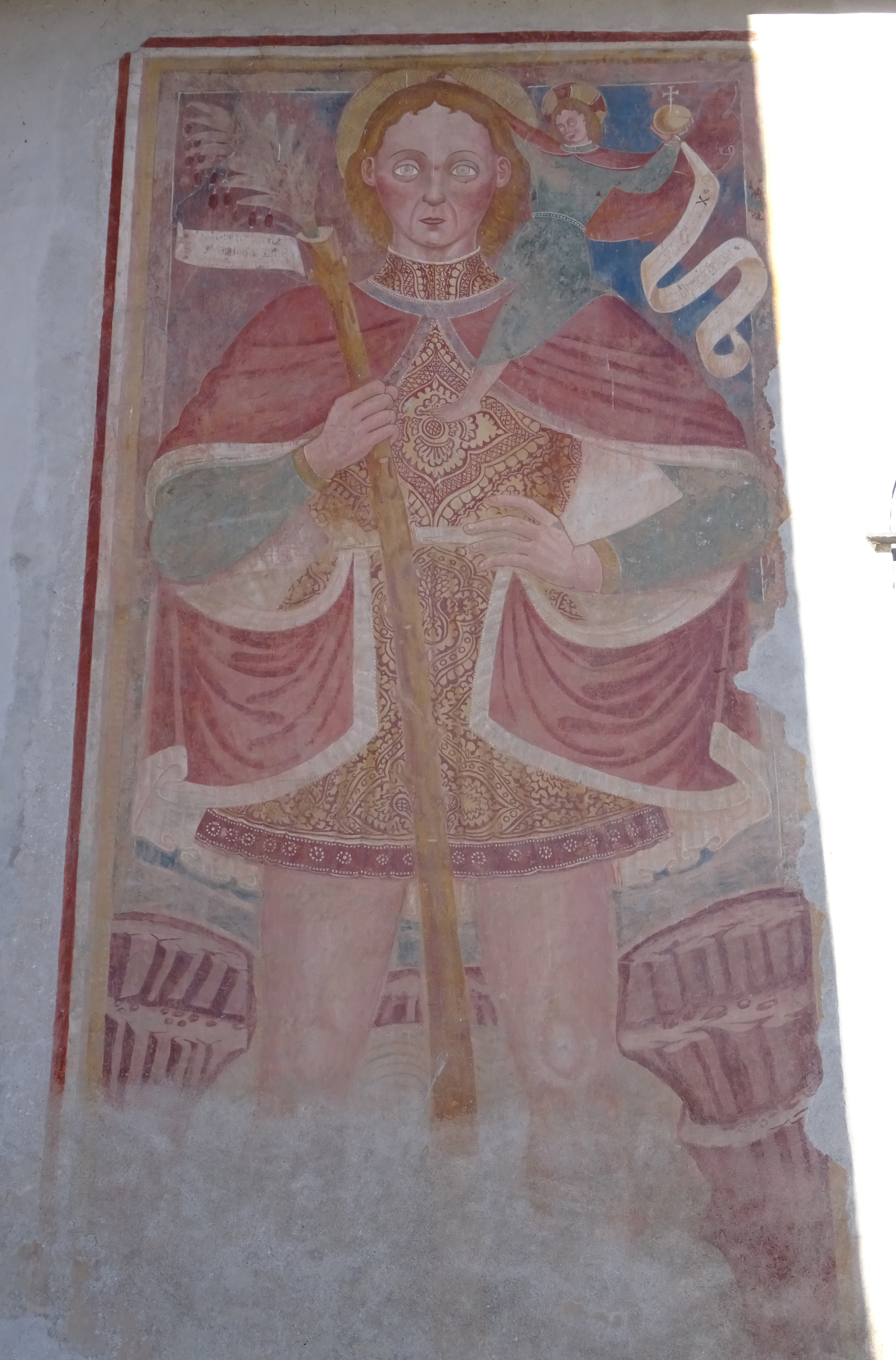
Affresco raffigurante San Cristoforo sulla parete destra

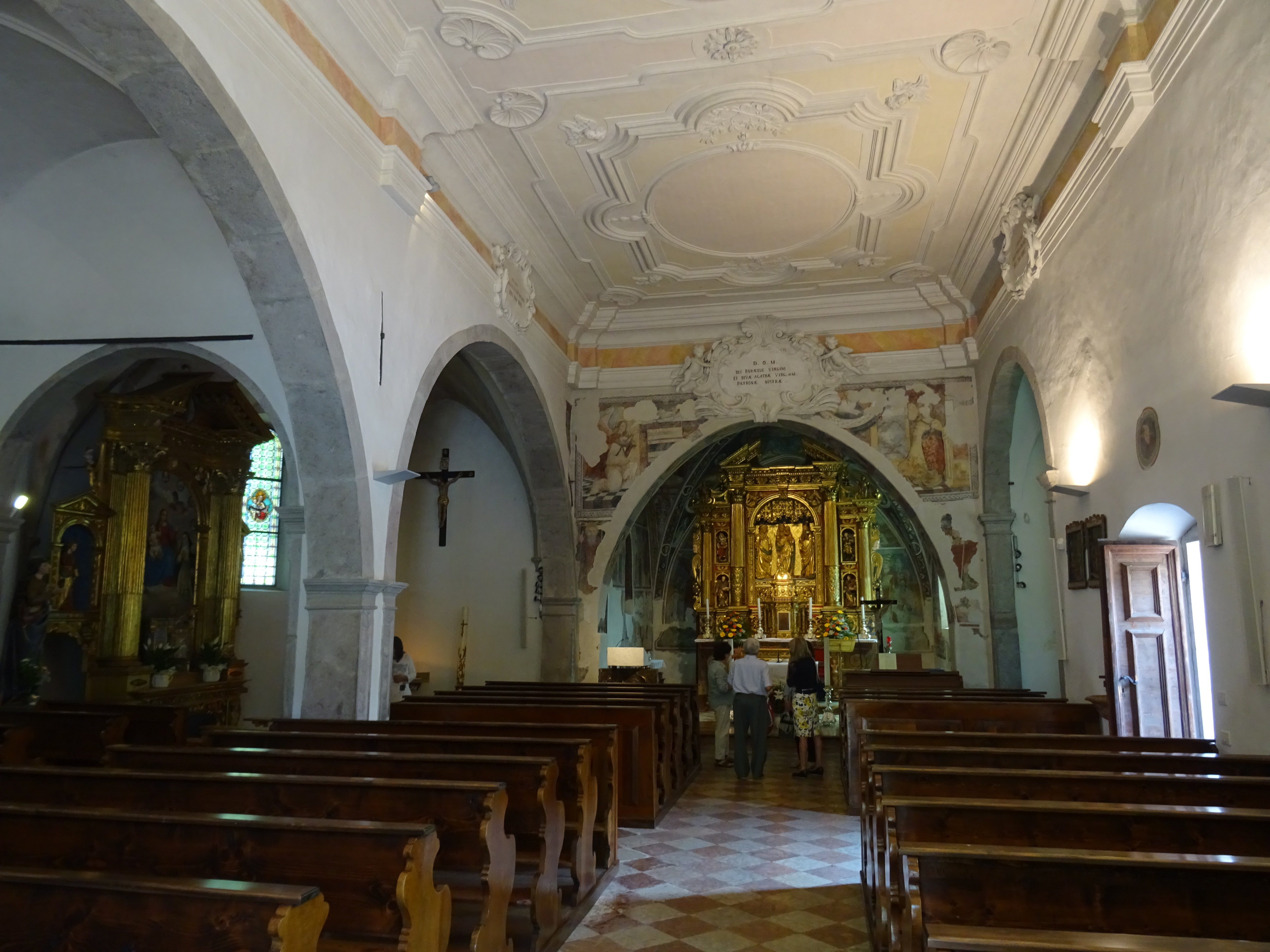
Interno

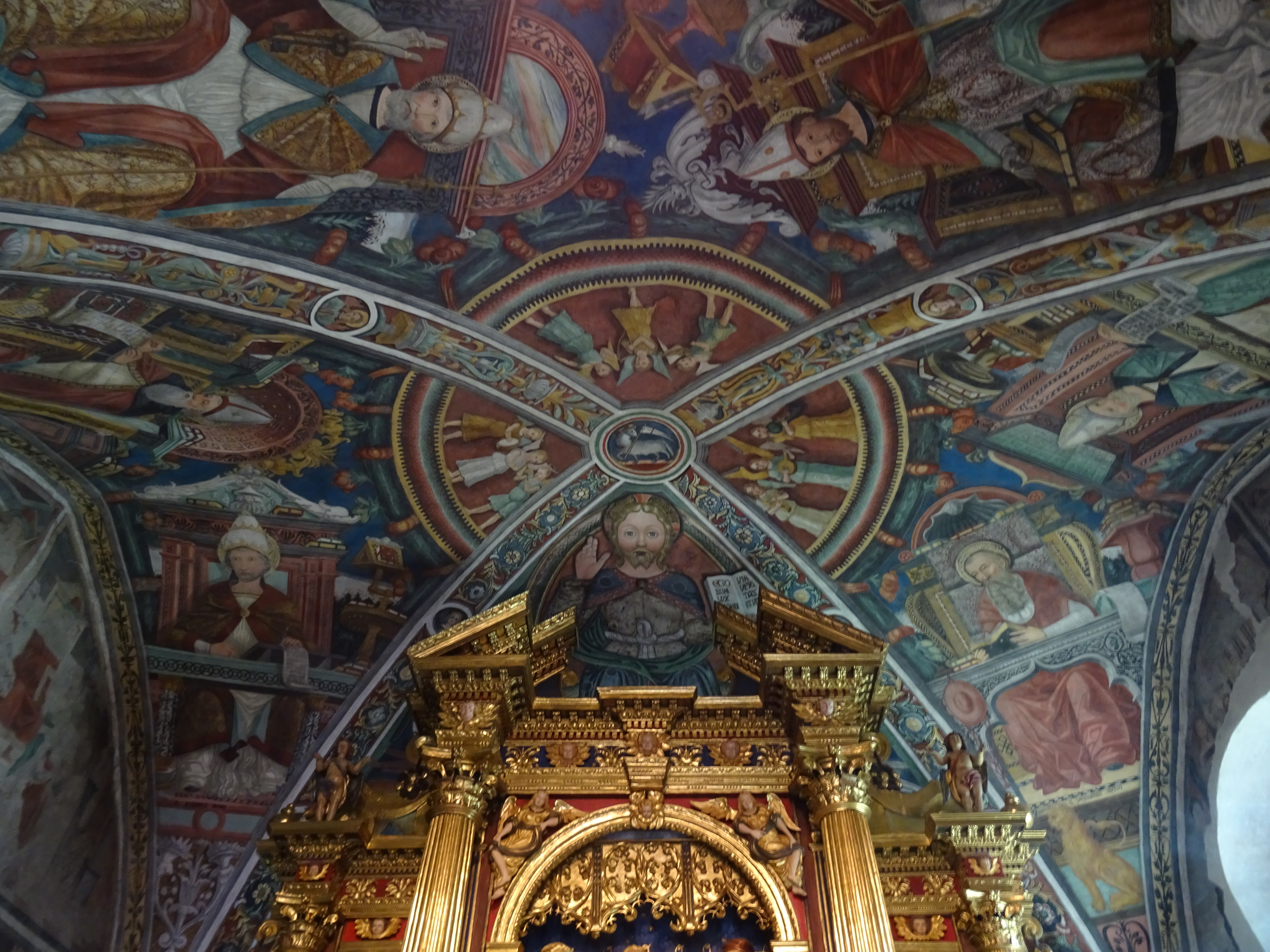
Volta della sala ricoperta di affreschi e stucchi dorati

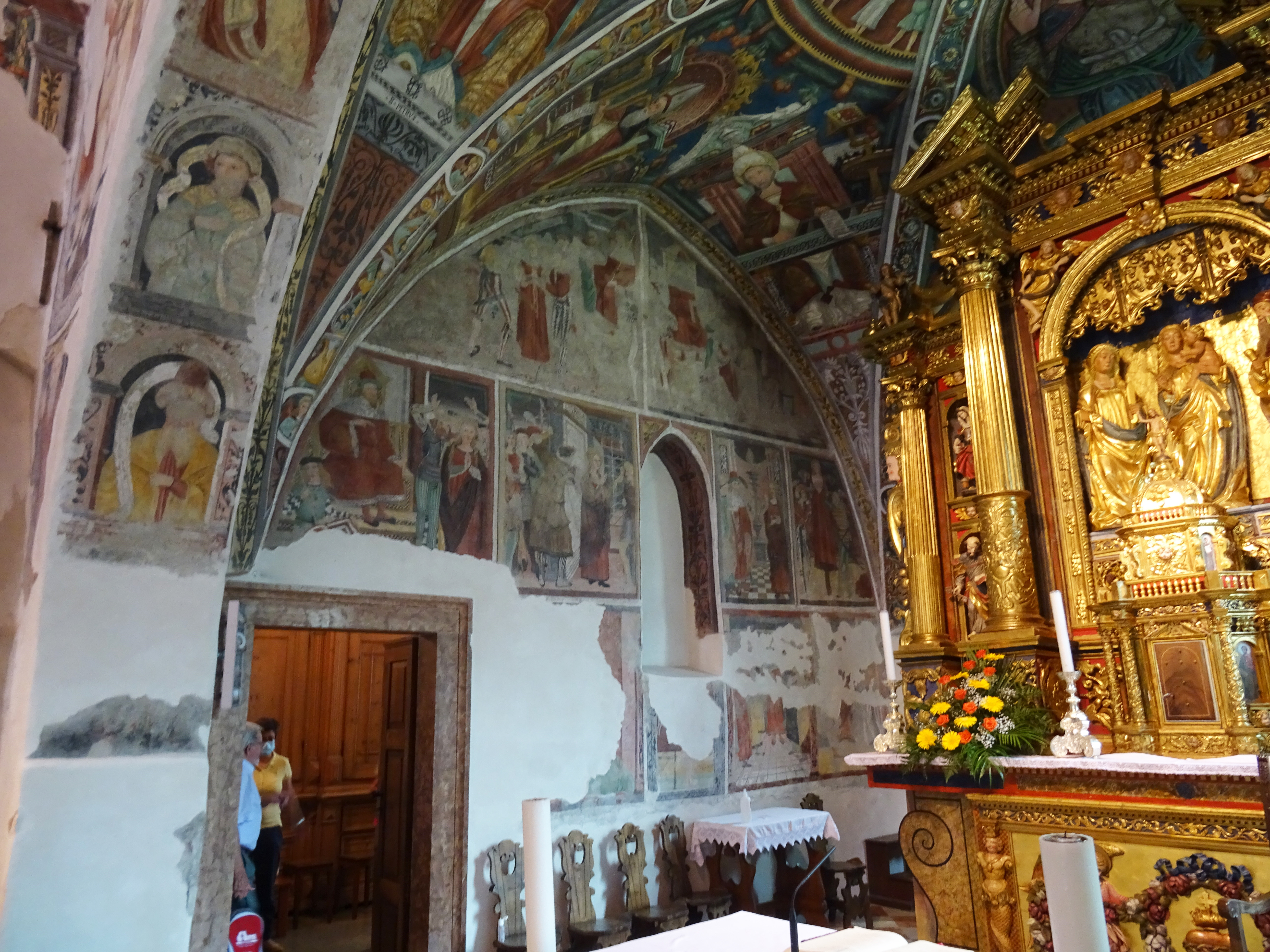
Zona del presbiterio con altare maggiore

La prima citazione su un documento della chiesa di Sant'Agata risale al 1244. Nella seconda metà del XV secolo edificio romanico venne in parte ricostruito ed ampliato secondo il gusto gotico. Ebbe un nuovo presbiterio che in seguito venne arricchito con affreschi attribuiti a Giovanni e Battista Baschenis che probabilmente dovettero interrompere il loro lavoro senza ultimarlo. Alla fine del secolo la decorazione absidale venne conclusa con un affresco di grandi dimensioni e poi, nel triennio 1516-1518, Simone Baschenis concluse il lavoro interrotto di Giovanni e Battista.
La consacrazione solenne venne celebrata nel 1530. Nel 1592 ebbe la concessione del fonte battesimale e nel 1595 ottenne dignità curiaziale. Tra il 1613 e il 1617 l'edificio venne ampliato e durante tali lavori gli affreschi vennero quasi certamente imbiancati.
Nel corso del XVIII secolo venne rifatta la copertura del tetto, venne posto un nuovo soffitto sulla navata, fu ricostruita la sagrestia e vennero rinnovate le finestre. 
Altri interventi vennero realizzati nel secolo successivo, come l'erezione di una sagrestia diversa, il restauro della torre campanaria, l'apertura di un portale nella fiancata ovest e il rinnovo della pavimentazione presbiteriale.
Nel primo dopoguerra del XX secolo venne elevata a dignità di chiesa parrocchiale (nel 1919) e in seguito si recuperarono in parte gli affreschi che erano stati imbiancati proseguendo poi i lavori all'interno che venne tinteggiato. Negli anni sessanta si realizzò l'adeguamento liturgico e negli anni ottanta iniziò l'opera di restauro degli affreschi che continuò anche nel decennio successivo.
Gli ultimi interventi di restauro conservativo si sono avuti nel XXI secolo e in tale occasione è stato ritrovato un antico dipinto murale risalente al XIII secolo.
Nel 2018 venne recuperata preziosa statua in legno policromo del XV secolo raffigurante Sant'Agata che era stata trafugata dalla chiesa nel 1984.

## Descrizione

### Esterni
La chiesa di Sant'Agata si trova in posizione isolata accanto al cimitero della comunità e mostra orientamento tradizionale verso est. La facciata con due spioventi in stile gotico è asimmetrica denunciando l'esistenza della sola navata laterale di sinistra. Il portale è architravato, protetto da una piccola tettoia. Un oculo si trova sulla parte sinistra della facciata, in corrispondenza della navata laterale. Sulla fiancata destra, nella parte absidale, si trova l'affresco raffigurante San Cristoforo. La torre campanaria si alza isolata in posizione arretrata sulla destra e la sua cella si apre con otto finestre a bifora, due per lato.

### Interni
L'interno è diviso in due navate, quella laterale si trova a sinistra. La navata maggiore ha il soffitto piano arricchito da ornamenti a stucco. Il presbiterio è decorato da affreschi.